# Финал Кубка Гагарина 2016
\
Финал Кубка Гагарина 2016 — решающая серия розыгрыша Континентальной хоккейной лиги сезона 2015/16 и плей-офф Кубка Гагарина 2016 года, победителем которой стал магнитогорский «Металлург». Пятый раз из восьми для определения победителя потребовались все 7 матчей.

## Формат
Серия матчей финала проводилась до четырёх побед, максимальное количество матчей — семь. Первые два матча и, в случае необходимости, пятый и седьмой матчи проводятся на полях команды, имеющей более высокий номер «посева» в паре. Победителем стала команда, первая победившая в четырёх матчах серии.

## Путь к финалу
| Восточная конференция  |          |               |            |                                   |
| Стадия                 | Соперник | Соперник      | Общий счёт | Результаты игр                    |
| 1/4 финала конференции | 7        | Автомобилист  | 4-2        | 1:2, 2:0, 6:0, 1:3, 4:2, 5:2      |
| 1/2 финала конференции | 3        | Сибирь        | 4-1        | 3:1, 1:3, 5:1, 4:3 (ОТ), 2:1      |
| Финал конференции      | 4        | Салават Юлаев | 4-1        | 3-2 (ОТ), 6:1, 2:3, 3:1, 3:2 (ОТ) |

| Западная конференция   |          |            |            |                               |
| Стадия                 | Соперник | Соперник   | Общий счёт | Результаты игр                |
| 1/4 финала конференции | 8        | Слован     | 4-0        | 2:0, 3:2 (ОТ), 2:1, 3:1       |
| 1/2 финала конференции | 7        | Торпедо НН | 4-1        | 1:2, 5:1, 3:1, 5:3, 3:2       |
| Финал конференции      | 6        | СКА        | 4-0        | 3:0, 3:2, 1:0 (3ОТ), 2:1 (ОТ) |

### Регулярный чемпионат
| 11 сентября 2015 17:30 | ЦСКА | 1:3 1-0, 0-2, 0-1 | Металлург Мг |  |

| Отчёт | Отчёт | Отчёт | Отчёт | Отчёт |
| ----- | ----- | ----- | ----- | ----- |
|       |       |       |       |       |
|       |       |       |       |       |
|       |       |       |       |       |
|       |       |       |       |       |
|       |       |       |       |       |
|       |       |       |       |       |
|       |       |       |       |       |
|       |       |       |       |       |
|       |       |       |       |       |

| 3 февраля 2016 19:30 | Металлург Мг | 1:3 0-0, 1-2, 0-1 | ЦСКА |  |

| Отчёт | Отчёт | Отчёт | Отчёт | Отчёт |
| ----- | ----- | ----- | ----- | ----- |
|       |       |       |       |       |
|       |       |       |       |       |
|       |       |       |       |       |
|       |       |       |       |       |
|       |       |       |       |       |
|       |       |       |       |       |
|       |       |       |       |       |
|       |       |       |       |       |
|       |       |       |       |       |

### ЦСКА
Этот финал стал первым для ЦСКА.

### Металлург Мг
Металлург второй раз за последние 3 сезона вышел в финал Кубка Гагарина.

## Арены
| Москва                  | ЛСК ЦСКА им. В. Боброва «Арена-Металлург»Арены финала Кубка Гагарина 2016 | Магнитогорск      |
| ЛСК ЦСКА им. В. Боброва | ЛСК ЦСКА им. В. Боброва «Арена-Металлург»Арены финала Кубка Гагарина 2016 | «Арена-Металлург» |
| Вместимость: 5600       | ЛСК ЦСКА им. В. Боброва «Арена-Металлург»Арены финала Кубка Гагарина 2016 | Вместимость: 7700 |
|                         | ЛСК ЦСКА им. В. Боброва «Арена-Металлург»Арены финала Кубка Гагарина 2016 |                   |

## Результаты матчей

### Игра № 1
| 7 апреля 2016 19:30 | ЦСКА | 5 : 1 (0:1, 3:0, 2:0) | Металлург Мг | ЛСК ЦСКА им. В. Боброва, Москва Зрителей: 5600 |

| Отчёт | Отчёт                      | Отчёт                         | Отчёт                          | Отчёт                                                                                   |
| --- | -------------------------- | ----------------------------- | ------------------------------ | --------------------------------------------------------------------------------------- |
| |                            |                               |                                |                                                                                         |
| | Илья Сорокин (00:00-60:00) | Вратари                       | Василий Кошечкин (00:00-60:00) | Судьи: Константин Оленин Вячеслав Буланов Линейные судьи: Глеб Лазарев Станислав Раминг |
| | Голы:                      |                               |                                | Судьи: Константин Оленин Вячеслав Буланов Линейные судьи: Глеб Лазарев Станислав Раминг |
| С. Андронов(А. Пильстрём) — 21:41 А. Радулов(С. Яльмарссон, С. Да Коста) — 30:06 И. Ожиганов(Р. Любимов, А. Радулов) — 35:43 Н. Зайцев(С. Да Коста, А.Сергеев) — 53:36 Д. Денисов(Н. Зайцев) — 55:23 | 0:1 :1 2:1 3:1 4:1 5:1     | 3:08 — С. Мозякин (Я. Коварж) |                                | Судьи: Константин Оленин Вячеслав Буланов Линейные судьи: Глеб Лазарев Станислав Раминг |
| |                            |                               |                                | Судьи: Константин Оленин Вячеслав Буланов Линейные судьи: Глеб Лазарев Станислав Раминг |
| |                            |                               |                                | Судьи: Константин Оленин Вячеслав Буланов Линейные судьи: Глеб Лазарев Станислав Раминг |
| |                            |                               |                                | Судьи: Константин Оленин Вячеслав Буланов Линейные судьи: Глеб Лазарев Станислав Раминг |
| 8 мин | Штраф                      | 12 мин                        |                                | Судьи: Константин Оленин Вячеслав Буланов Линейные судьи: Глеб Лазарев Станислав Раминг |
| |                            |                               |                                |                                                                                         |
| | 38                         | Броски                        | 22                             |                                                                                         |

Счёт в серии: ЦСКА лидирует 1-0.

### Игра № 2
| 9 апреля 2016 19:30 | ЦСКА | 1 : 2 (1:0, 0:1, 0:1) | Металлург Мг | ЛСК ЦСКА им. В. Боброва, Москва Зрителей: 5600 |

| Отчёт  | Отчёт                      | Отчёт   | Отчёт                          | Отчёт                                                                           |
| ------ | -------------------------- | ------- | ------------------------------ | ------------------------------------------------------------------------------- |
|        |                            |         |                                |                                                                                 |
|        | Илья Сорокин (00:00-60:00) | Вратари | Василий Кошечкин (00:00-60:00) | Судьи: Алексей Белов Эдуард Одиньш Линейные судьи: Дмитрий Сивов Сергей Шелянин |
|        |                            |         |                                | Судьи: Алексей Белов Эдуард Одиньш Линейные судьи: Дмитрий Сивов Сергей Шелянин |
|        |                            |         |                                | Судьи: Алексей Белов Эдуард Одиньш Линейные судьи: Дмитрий Сивов Сергей Шелянин |
|        |                            |         |                                | Судьи: Алексей Белов Эдуард Одиньш Линейные судьи: Дмитрий Сивов Сергей Шелянин |
|        |                            |         |                                | Судьи: Алексей Белов Эдуард Одиньш Линейные судьи: Дмитрий Сивов Сергей Шелянин |
|        |                            |         |                                | Судьи: Алексей Белов Эдуард Одиньш Линейные судьи: Дмитрий Сивов Сергей Шелянин |
| 26 мин | Штраф                      | 6 мин   |                                | Судьи: Алексей Белов Эдуард Одиньш Линейные судьи: Дмитрий Сивов Сергей Шелянин |
|        |                            |         |                                |                                                                                 |
|        | 26                         | Броски  | 24                             |                                                                                 |

Счёт в серии: ничья 1-1.

### Игра № 3
| 11 апреля 2016 17:00 | Металлург Мг | 2 : 3 (ОТ) 0-0, 1-0, 1-2, 0-1 | ЦСКА | Арена-Металлург, Магнитогорск Зрителей: 7700 |

| Отчёт  | Отчёт                          | Отчёт   | Отчёт                      | Отчёт                                                                                     |
| ------ | ------------------------------ | ------- | -------------------------- | ----------------------------------------------------------------------------------------- |
|        |                                |         |                            |                                                                                           |
|        | Василий Кошечкин (00:00-76:42) | Вратари | Илья Сорокин (00:00-78:12) | Судьи: Михаил Бутурлин Роман Гофман Линейные судьи: Александр Сироткин Эдуард Метальников |
|        |                                |         |                            | Судьи: Михаил Бутурлин Роман Гофман Линейные судьи: Александр Сироткин Эдуард Метальников |
|        |                                |         |                            | Судьи: Михаил Бутурлин Роман Гофман Линейные судьи: Александр Сироткин Эдуард Метальников |
|        |                                |         |                            | Судьи: Михаил Бутурлин Роман Гофман Линейные судьи: Александр Сироткин Эдуард Метальников |
|        |                                |         |                            | Судьи: Михаил Бутурлин Роман Гофман Линейные судьи: Александр Сироткин Эдуард Метальников |
|        |                                |         |                            | Судьи: Михаил Бутурлин Роман Гофман Линейные судьи: Александр Сироткин Эдуард Метальников |
| 18 мин | Штраф                          | 20 мин  |                            | Судьи: Михаил Бутурлин Роман Гофман Линейные судьи: Александр Сироткин Эдуард Метальников |
|        |                                |         |                            |                                                                                           |
|        | 27                             | Броски  | 37                         |                                                                                           |

Счёт в серии: ЦСКА лидирует 2-1.

### Игра № 4
| 13 апреля 2016 17:00 | Металлург Мг | 1 : 0 0-0, 0-0, 1-0 | ЦСКА | Арена-Металлург, Магнитогорск Зрителей: 7700 |

| Отчёт | Отчёт                          | Отчёт   | Отчёт                      | Отчёт                                                                                     |
| ----- | ------------------------------ | ------- | -------------------------- | ----------------------------------------------------------------------------------------- |
|       |                                |         |                            |                                                                                           |
|       | Василий Кошечкин (00:00-60:00) | Вратари | Илья Сорокин (00:00-58:54) | Судьи: Антонин Йерабек Алексей Раводин Линейные судьи: Роман Шиханов Александр Захаренков |
|       |                                |         |                            | Судьи: Антонин Йерабек Алексей Раводин Линейные судьи: Роман Шиханов Александр Захаренков |
|       |                                |         |                            | Судьи: Антонин Йерабек Алексей Раводин Линейные судьи: Роман Шиханов Александр Захаренков |
|       |                                |         |                            | Судьи: Антонин Йерабек Алексей Раводин Линейные судьи: Роман Шиханов Александр Захаренков |
|       |                                |         |                            | Судьи: Антонин Йерабек Алексей Раводин Линейные судьи: Роман Шиханов Александр Захаренков |
|       |                                |         |                            | Судьи: Антонин Йерабек Алексей Раводин Линейные судьи: Роман Шиханов Александр Захаренков |
| 8 мин | Штраф                          | 10 мин  |                            | Судьи: Антонин Йерабек Алексей Раводин Линейные судьи: Роман Шиханов Александр Захаренков |
|       |                                |         |                            |                                                                                           |
|       | 33                             | Броски  | 30                         |                                                                                           |

Счёт в серии: ничья 2-2.

### Игра № 5
| 15 апреля 2016 19:30 | ЦСКА | 1 : 2 (ОТ) (0:0, 0:0, 1:1, 0:1) | Металлург Мг | ЛСК ЦСКА им. В. Боброва, Москва Зрителей: 5600 |

| Отчёт | Отчёт                      | Отчёт   | Отчёт                          | Отчёт                                                                             |
| ----- | -------------------------- | ------- | ------------------------------ | --------------------------------------------------------------------------------- |
|       |                            |         |                                |                                                                                   |
|       | Илья Сорокин (00:00-65:09) | Вратари | Василий Кошечкин (00:00-65:03) | Судьи: Антонин Йерабек Эдуард Одиньш Линейные судьи: Дмитрий Сивов Сергей Шелянин |
|       |                            |         |                                | Судьи: Антонин Йерабек Эдуард Одиньш Линейные судьи: Дмитрий Сивов Сергей Шелянин |
|       |                            |         |                                | Судьи: Антонин Йерабек Эдуард Одиньш Линейные судьи: Дмитрий Сивов Сергей Шелянин |
|       |                            |         |                                | Судьи: Антонин Йерабек Эдуард Одиньш Линейные судьи: Дмитрий Сивов Сергей Шелянин |
|       |                            |         |                                | Судьи: Антонин Йерабек Эдуард Одиньш Линейные судьи: Дмитрий Сивов Сергей Шелянин |
|       |                            |         |                                | Судьи: Антонин Йерабек Эдуард Одиньш Линейные судьи: Дмитрий Сивов Сергей Шелянин |
| 8 мин | Штраф                      | 6 мин   |                                | Судьи: Антонин Йерабек Эдуард Одиньш Линейные судьи: Дмитрий Сивов Сергей Шелянин |
|       |                            |         |                                |                                                                                   |
|       | 31                         | Броски  | 24                             |                                                                                   |

Счёт в серии: Металлург лидирует 3-2.

### Игра № 6
| 17 апреля 2016 14:30 | Металлург Мг | 2 : 3 (ОТ) 0-1, 0-1, 2-0, 0-1 | ЦСКА | Арена-Металлург, Магнитогорск Зрителей: 7700 |

| Отчёт | Отчёт                          | Отчёт   | Отчёт                      | Отчёт                                                                             |
| ----- | ------------------------------ | ------- | -------------------------- | --------------------------------------------------------------------------------- |
|       |                                |         |                            |                                                                                   |
|       | Василий Кошечкин (00:00-60:50) | Вратари | Илья Сорокин (00:00-61:40) | Судьи: Алексей Раводин Эдуард Одиньш Линейные судьи: Дмитрий Сивов Сергей Шелянин |
|       |                                |         |                            | Судьи: Алексей Раводин Эдуард Одиньш Линейные судьи: Дмитрий Сивов Сергей Шелянин |
|       |                                |         |                            | Судьи: Алексей Раводин Эдуард Одиньш Линейные судьи: Дмитрий Сивов Сергей Шелянин |
|       |                                |         |                            | Судьи: Алексей Раводин Эдуард Одиньш Линейные судьи: Дмитрий Сивов Сергей Шелянин |
|       |                                |         |                            | Судьи: Алексей Раводин Эдуард Одиньш Линейные судьи: Дмитрий Сивов Сергей Шелянин |
|       |                                |         |                            | Судьи: Алексей Раводин Эдуард Одиньш Линейные судьи: Дмитрий Сивов Сергей Шелянин |
| 6 мин | Штраф                          | 12 мин  |                            | Судьи: Алексей Раводин Эдуард Одиньш Линейные судьи: Дмитрий Сивов Сергей Шелянин |
|       |                                |         |                            |                                                                                   |
|       | 30                             | Броски  | 33                         |                                                                                   |

Счёт в серии: ничья 3-3.

### Игра № 7
| 19 апреля 2016 19:30 | ЦСКА | 1 : 3 0-1, 1-1, 0-1 | Металлург Мг | ЛСК ЦСКА им. В. Боброва, Москва Зрителей: 5600 |

| Отчёт | Отчёт                      | Отчёт   | Отчёт                          | Отчёт                                                                                 |
| ----- | -------------------------- | ------- | ------------------------------ | ------------------------------------------------------------------------------------- |
|       |                            |         |                                |                                                                                       |
|       | Илья Сорокин (00:00-58:29) | Вратари | Василий Кошечкин (00:00-60:00) | Судьи: Антонин Йерабек Константин Оленин Линейные судьи: Дмитрий Сивов Сергей Шелянин |
|       |                            |         |                                | Судьи: Антонин Йерабек Константин Оленин Линейные судьи: Дмитрий Сивов Сергей Шелянин |
|       |                            |         |                                | Судьи: Антонин Йерабек Константин Оленин Линейные судьи: Дмитрий Сивов Сергей Шелянин |
|       |                            |         |                                | Судьи: Антонин Йерабек Константин Оленин Линейные судьи: Дмитрий Сивов Сергей Шелянин |
|       |                            |         |                                | Судьи: Антонин Йерабек Константин Оленин Линейные судьи: Дмитрий Сивов Сергей Шелянин |
|       |                            |         |                                | Судьи: Антонин Йерабек Константин Оленин Линейные судьи: Дмитрий Сивов Сергей Шелянин |
| 2 мин | Штраф                      | 4 мин   |                                | Судьи: Антонин Йерабек Константин Оленин Линейные судьи: Дмитрий Сивов Сергей Шелянин |
|       |                            |         |                                |                                                                                       |
|       |                            |         |                                |                                                                                       |

Счёт в серии: Металлург выиграл 4-3.

## Чемпион
| Обладатель Кубка Гагарина 2016 | Металлург Мг второй титул |

## Составы

### ЦСКА
| №  | Гражданство    | Игрок              | Позиция | Хват | Возраст | В клубе с | Место рождения                    | Участие в финале (с учётом финалов Суперлиги) |
| -- | -------------- | ------------------ | ------- | ---- | ------- | --------- | --------------------------------- | --------------------------------------------- |
| 30 | Флаг Швеции    | Виктор Фаст        | Вр      | Л    | 33      | 2015      | Каликс, Швеция                    | 1-е                                           |
| 90 | Россия         | Илья Сорокин       | Вр      | Л    | 20      | 2014      | Новокузнецк, Российская Федерация | 1-е                                           |
| 6  | Россия         | Денис Денисов      | З       | Л    | 34      | 2012      | Харьков, Украинская ССР           | 1-е (2-е)                                     |
| 22 | Россия         | Никита Зайцев      | З       | П    | 24      |           | Москва, СССР                      | 1-е                                           |
| 34 | Россия         | Никита Пивцакин    | З       | Л    | 24      | 2015      | Омск, СССР                        | 2-е                                           |
| 38 | Россия         | Михаил Науменков   | З       | Л    | 23      | 2014      | Москва, СССР                      | 1-е                                           |
| 45 | Россия         | Александр Кутузов  | З       | П    | 30      | 2015      |                                   | 1-е                                           |
| 55 | Россия         | Богдан Киселевич   | З       |      |         |           |                                   | 1-е                                           |
| 57 | Россия         | Григорий Панин     | 3       | Л    | 30      | 2014      | Караганда, Казахская ССР          | 3-е                                           |
| 92 | Россия         | Игорь Ожиганов     | З       | П    | 23      | 2015      | Красногорск, Россия               | 1-е                                           |
| 93 | Россия         | Артем Сергеев      | З       | П    | 22      | 2015      |                                   | 1-е                                           |
| 7  | Россия         | Иван Телегин       | Н       | Л    | 24      | 2014      | Новокузнецк, Россия               | 1-е                                           |
| 8  | Россия         | Евгений Коротков   | Н       | Л    | 28      | 2014      | Москва, СССР                      | 1-е                                           |
| 11 | Россия         | Сергей Андронов    | Н       | Л    | 26      | 2009      | Пенза, СССР                       | 1-е                                           |
| 13 | Россия         | Роман Любимов      | Н       | П    | 23      | 2010      | Тверь, Россия                     | 1-е                                           |
| 16 | Флаг Беларуси  | Джефф Плэтт        | Н       | Л    | 30      | 2015      | Торонто, Канада                   | 1-е                                           |
| 18 | Россия         | Дмитрий Кугрышев   | Н       | П    | 26      | 2015      | Балаково, СССР                    | 1-е                                           |
| 19 | Россия         | Михаил Юньков      | Н       | Л    | 30      | 2015      | Воскресенск, СССР                 | 3-е (5-е)                                     |
| 25 | Россия         | Владимир Жарков    | Н       | Л    | 28      | 2012      | Павловский Посад, СССР            | 1-е                                           |
| 47 | Россия         | Александр Радулов  | Н       | Л    | 29      | 2012      | Нижний Тагил, СССР                | 2-е                                           |
| 51 | Флаг Финляндии | Антти Пильстрём    | Н       | Л    | 31      | 2015      | Вантаа, Финляндия                 | 1-е                                           |
| 59 | Флаг Швеции    | Симон Яльмарссон   | Н       | Л    | 27      | 2014      | Варнамо, Швеция                   | 1-е                                           |
| 71 | Россия         | Геннадий Столяров  | Н       | Л    | 29      | 2015      | Москва, СССР                      | 1-е                                           |
| 77 | Флаг Франции   | Стефан Да Коста    | Н       | П    | 26      | 2014      | Париж, Франция                    | 1-е                                           |
| 78 | Россия         | Максим Мамин       | Н       | Л    | 21      | 2014      |                                   | 1-е                                           |
| 80 | Россия         | Никита Квартальнов | Н       | Л    | 22      | 2014      | Бостон, США                       | 1-е                                           |
| 86 | Россия         | Игорь Макаров      | Н       | Л    | 28      | 2014      | Москва, СССР                      | 1-е                                           |

### Металлург Мг
| №  | Гражданство | Игрок              | Позиция | Хват | Возраст | В клубе с | Место рождения                     | Участие в финале (с учетом финалов Суперлиги) |
| -- | ----------- | ------------------ | ------- | ---- | ------- | --------- | ---------------------------------- | --------------------------------------------- |
| 30 |             | Илья Самсонов      | Вр      | Л    | 19      | 2014      | Магнитогорск, Российская Федерация | 1-е                                           |
| 83 |             | Василий Кошечкин   | Вр      | Л    | 33      | 2013      | Тольятти, СССР                     | 2-е                                           |
| 4  |             | Крис Ли            | З       | Л    | 35      | 2013      | МакТир, Канада                     | 2-е                                           |
| 9  |             | Виктор Антипин     | З       | Л    | 23      | 2012      | Усть-Каменогорск, Казахстан        | 2-е                                           |
| 32 |             | Рафаэль Батыршин   | З       | Л    | 29      | 2014      | Москва, СССР                       | 1-е                                           |
| 48 |             | Евгений Бирюков    | З       | Л    | 30      | 2005      | Касли, СССР                        | 2-е (3-е)                                     |
| 51 |             | Алексей Береглазов | З       | Л    | 21      | 2013      | Магнитогорск, Российская федерация | 2-е                                           |
| 52 |             | Сергей Терещенко   | З       | П    | 24      | 2013      | Магнитогорск, Российская федерация | 2-е                                           |
| 70 |             | Ярослав Хабаров    | З       | Л    | 27      | 2008      | Магнитогорск, СССР                 | 2-е                                           |
| 8  |             | Войцех Вольски     | Н       | Л    | 30      | 2015      | Забже, Польша                      | 1-е                                           |
| 10 |             | Сергей Мозякин     | Н       | П    | 35      | 2011      | Ярославль, СССР                    | 3-е                                           |
| 13 |             | Владислав Калетник | Н       | Л    | 21      | 2014      | Ангарск, Российская федерация      | 1-е                                           |
| 16 |             | Артём Железков     | Н       | Л    | 20      | 2015      | Нижний Тагил, Российская федерация | 1-е                                           |
| 23 |             | Евгений Тимкин     | Н       | Л    | 25      | 2013      | Мурманск, СССР                     | 2-е                                           |
| 25 |             | Данис Зарипов      | Н       | Л    | 35      | 2013      | Челябинск, СССР                    | 4-е (6-е)                                     |
| 28 |             | Александр Сёмин    | Н       | П    | 32      | 2015      | Красноярск, СССР                   | 1-е (2-е)                                     |
| 39 |             | Денис Платонов     | Н       | Л    | 34      | 2012      | Саратов, СССР                      | 2-е (3-е)                                     |
| 41 |             | Томаш Филиппи      | Н       | Л    | 23      | 2015      | Рихнов-над-Кнежноу, Чехословакия   | 1-е                                           |
| 43 |             | Ян Коварж          | Н       | П    | 26      | 2013      | Писек, Чехословакия                | 2-е                                           |
| 50 |             | Алексей Кайгородов | Н       | Л    | 32      | 2015      | Магнитогорск, СССР                 | 1-е (3-е)                                     |
| 62 |             | Оскар Осала        | Н       | Л    | 28      | 2013      | Вааса, Финляндия                   | 2-е                                           |
| 68 |             | Ярослав Косов      | Н       | Л    | 22      | 2011      | Магнитогорск, Российская федерация | 2-е                                           |
| 92 |             | Богдан Потехин     | Н       | Л    | 23      | 2010      | Магнитогорск, Российская федерация | 2-е                                           |